# Thecla leucogyna
Thecla leucogyna är en fjärilsart som beskrevs av Felder 1865. Thecla leucogyna ingår i släktet Thecla och familjen juvelvingar. Inga underarter finns listade i Catalogue of Life.